# 盛岡市立米内中学校
盛岡市立米内中学校（もりおかしりつよないちゅうがっこう）は、岩手県盛岡市桜台にある公立中学校。

## 沿革

### 経緯
盛岡市立米内中学校は1947年に新学制により、米内小学校に併設されて開校した。

### 年表
出典:
- 1947年 - 新学制により米内小学校校舎に併設開校
- 1978年 - 米内中学校創立30周年記念式典挙行
- 1987年 - 新校舎に移転　米内小学校併設を解消し、独立
- 1997年 - 創立50周年記念式典・祝賀会

## 学校行事
出典：
- 04月 - 始業式、入学式、修学旅行、生徒総会
- 05月 - 市民体、2年生宿泊研修、1年生遠足、
- 06月 - 初夏の連合音楽会　市中総体　ボランティアday
- 07月 - 体育祭、終業式
- 08月 - 始業式
- 09月 - 市中陸上、市中駅伝、市新人戦
- 10月 - 文化祭、生徒会役員選挙
  - 11月 - 秋の連合音楽会、生徒総会、ボランティアday
- 12月 - 終業式
- 01月 - 始業式
- 02月 - 新入生父母説明会
- 03月 - 公立高校入試、修了式、卒業式、離任式

## 学区の主な施設
- 米内浄水場

## 交通
- 東日本旅客鉄道（JR東日本）・IGRいわて銀河鉄道「盛岡駅」より岩手県交通｢311｣で、｢米内中学校前｣下車。
- 東日本旅客鉄道（JR東日本）山田線「上米内駅」から徒歩1.5km

## 関係者

### 校歌
- 作詞 - 菊地規[3]
- 作曲 - 木村悌郎[3]

### 出身者
- 錦木徹也 - 大相撲力士